# Castell de Simancas
El castell de Simancas és un complex fortificat que es troba a la localitat espanyola de Simancas, província de Valladolid. Des 1540 és seu de l'Arxiu General de Simancas.

## Història
Al segle xv la família Enríquez, almiralls de Castella, va exercir el senyoriu de Simancas. Va reconstruir la vella fortalesa àrab i d'aquesta època és la capella. Poc després, els Reis Catòlics la van reclamar per a la corona i la van convertir a la presó d'Estat.
Aquí va estar pres i va ser executat amb garrot vil el bisbe de Zamora, Antonio d'Encunya, capità comuner de Castella. L'execució va ser realitzada per l'alcalde Llic. Rodrigo Ronquillo i Briceño el 1521, per ordre expressa de Rei, en un dels cubs de el castell, anomenat ara, Torre del Bisbe. Aquest personatge va prendre part activa en la batalla de Villalar. Els tres  comuners (Juan de Padilla, Juan Bravo i Francisco Maldonado) van ser executats a l'endemà de la batalla, però ell va ser tancat a la torre del castell donant-li l'oportunitat de penedir-se. No es va penedir sinó que va estrangular la l'alcaid de la fortalesa i a l'intentar fugir va ser capturat de nou; l'alcalde Ronquillo va ordenar la seva mort.
El mariscal Pere de Navarra, que va ser capturat en 1516 en la segona contraofensiva per recuperar el Regne de Navarra després de la seva  conquesta, va ser assassinat en aquest castell el 24 de novembre de 1522.
Felip II va transformar el castell en Arxiu General del Regne albergant un dels arxius més importants d'Europa amb 35 milions de documents. Les reformes que es van fer van donar lloc a l'aspecte que té en l'actualitat.

## L'edifici
El mur que l'envolta, les galledes, les merlet s, la fossa, l'entrada i dos ponts són de l'època  medieval, finals del segle xv. La capella va ser reformada per la família Enríquez, Almirants de Castella, al segle xv; l'actual és una reforma dels anys 1950. Té una bella volta estrellada pintada, on estan representades les armes dels seus fundadors: Don Alonso Enríquez i Donya Mª de Velasco. Es conserva també la càmera de turments.
Carles I va ser qui va començar a transformar una de les seves torres en un arxiu, i el seu fill Felip II va continuar les reformes en el segle xvi, ocupant tot l'espai de la fortalesa per a arxiu. L'espai destinat a guarda d'escriptures consta de quatre àmplies i nobles sales que denoten l'alt valor que Felip II i els seus consellers atorgaven a la documentació. Per guardar els documents més importants, aquells que es relacionaven directament amb els seus drets reals, va destinar la planta baixa del cub de l'Arxiu, anomenat per això «cub de Felip II» i dues sales de la part Est.
Felip II va encarregar les reformes a l'arquitecte Juan d'Herrera que va enderrocar la muralla, va eliminar les voltes i va regularitzar el pati per elevar l'edifici sobre un pou preexistent. Des 1588 va assumir l'obra Francisco de Mora va fer el pati, l'escala principal i el pòrtic d'entrada. Es va projectar la llanterna de la Torre del Bisbe amb forma acampanada. Les obres es van acabar en el segle xvii a per part de Pedro Mazuecos i Diego de Praves. Hi va haver més reformes en el segle xviii.
S'han efectuat grans i importants obres per conservar l'edifici com a Arxiu General. Entre altres estades valuoses hi ha una càmera incombustible on estan la majoria dels documents.